# Großer Preis von Europa 2008
Der Große Preis von Europa 2008 (offiziell 2008 Formula 1 Telefónica Grand Prix of Europe) fand am 24. August auf dem Valencia Street Circuit in Valencia statt und war das zwölfte Rennen der Formel-1-Weltmeisterschaft 2008.

## Bericht

### Hintergrund
Nach dem Großen Preis von Ungarn führte Lewis Hamilton in der Fahrerwertung mit fünf Punkten vor Kimi Räikkönen und mit acht Punkten vor Felipe Massa. In der Konstrukteurswertung führte Ferrari mit elf Punkten vor McLaren-Mercedes und mit 21 Punkten vor BMW Sauber.
Der Große Preis war das erste Formel-1-Rennen auf dem neuen Stadtkurs von Valencia. Nachdem die Fahrer die Strecke vier Tage vor dem Rennen zum ersten Mal gesehen hatten, äußerten sie sich positiv über die Strecke.
Der Formel-1-Reifenlieferant Bridgestone feierte bei diesem Rennen seinen 200. Formel-1-Grand-Prix, nachdem er seit 1997 Formel-1-Reifen geliefert hatte. Zu den Feierlichkeiten gehörten ein spezieller „goldener Reifen“, der an der Strecke ausgestellt wurde, sowie zwei Werbetafeln mit der Aufschrift „Bridgestone 200“.
Mit Fernando Alonso (zweimal) und Rubens Barrichello (einmal) traten zwei ehemalige Sieger zu diesem Grand Prix an.

### Training
Im ersten freien Training erzielte Sebastian Vettel die Bestzeit vor Massa und Hamilton.
Im zweiten freien Training war Räikkönen Schnellster, gefolgt von Alonso und Jenson Button.
Im dritten freien Training setzte sich dann Robert Kubica an die Spitze, hinter ihm platzierten sich Nico Rosberg und Sébastien Bourdais.

### Qualifying
Das Qualifying bestand aus drei Teilen mit einer Nettolaufzeit von 45 Minuten. Im ersten Qualifying-Segment (Q1) hatten die Fahrer 18 Minuten Zeit, um sich für das Rennen zu qualifizieren. Die besten 15 Fahrer erreichten den nächsten Teil. Massa war Schnellster. Die beiden Force-India-Piloten sowie beide Honda-Fahrer und David Coulthard schieden aus.
Der zweite Abschnitt (Q2) dauerte 15 Minuten. Die schnellsten zehn Piloten qualifizierten sich für den dritten Teil des Qualifyings. Vettel war Schnellster. Die beiden Renault-Piloten, Kazuki Nakajima, Timo Glock und Mark Webber schieden aus.
Der letzte Abschnitt (Q3) ging über eine Zeit von zwölf Minuten, in denen die ersten zehn Startpositionen vergeben wurden. Massa fuhr mit einer Rundenzeit von 1:38,989 Minuten die Bestzeit vor Hamilton und Kubica und sicherte sich seine insgesamt 13. Pole-Position und seine vierte der Saison.

### Rennen

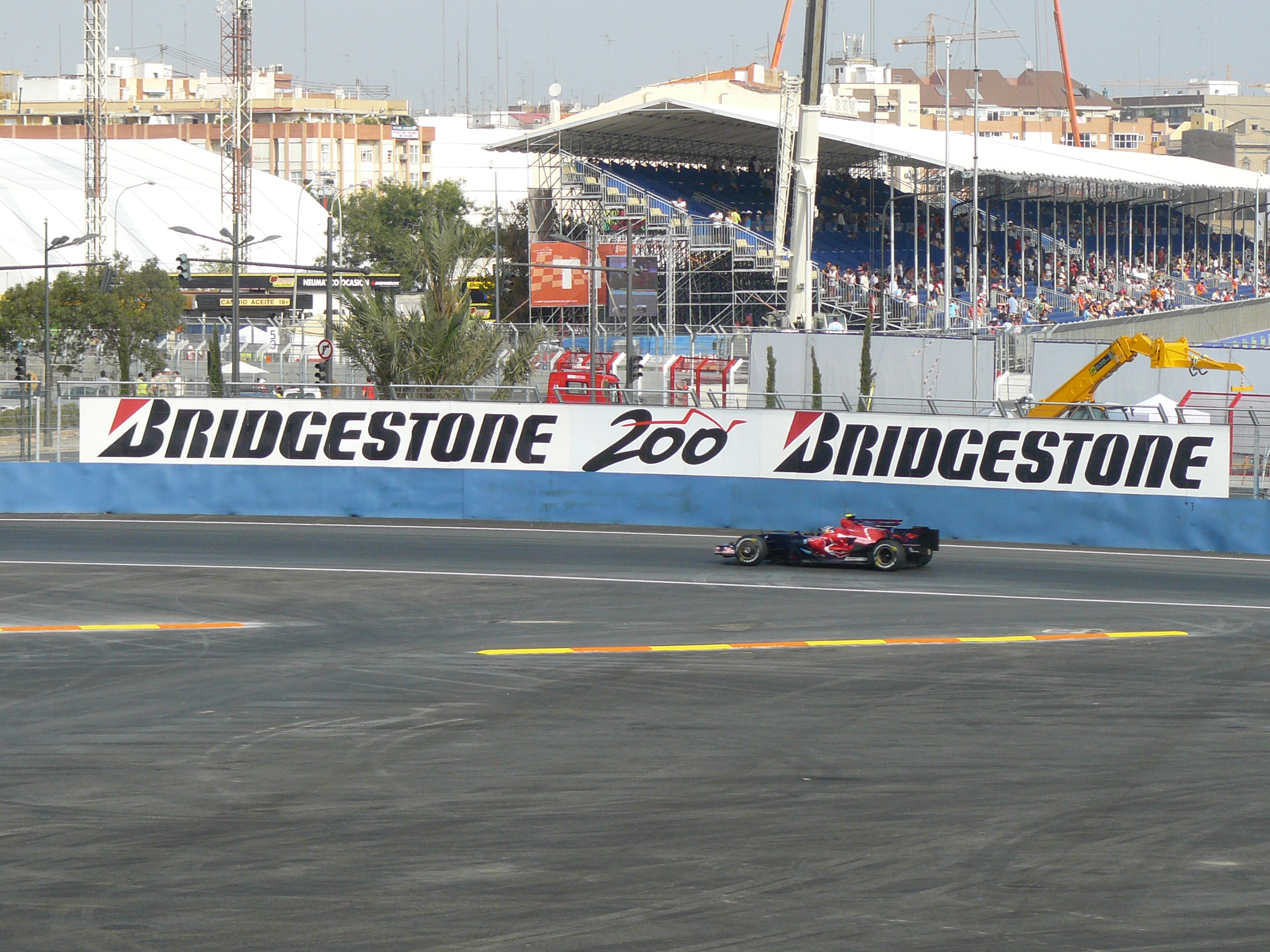
Reifenhersteller Bridgestone feiert den 200. Grand Prix seit 1997

Beim Start behielten alle Spitzenreiter ihre Position bis auf Räikkönen, welcher von Heikki Kovalainen überholt wurde. Kubica versuchte Hamilton anzugreifen, doch der Engländer wehrte sich. Dahinter kollidierten in der 4. Kurve Alonso und Nakajima. Alonso schied bei seinem Heimrennen aus, während Nakajimas Wagen eine neue Nase bekam und er weiterfahren konnte.
Massa und Hamilton zogen vorne davon während Kubica dahinter die beiden Finnen aufhielt, bevor auch er sich von diesen absetzen konnte. Vettel und Trulli hielten ihr Tempo und setzten sich vom Rest des Feldes ab. In der 15. Runde ging Massa an die Box und kehrte zwischen Räikkönen und Kovalainen auf die Strecke zurück. Zwei Runden später stoppte dann auch Hamilton und sortierte sich hinter Massa wieder ein, obwohl er die bis dahin schnellste Runde fuhr.

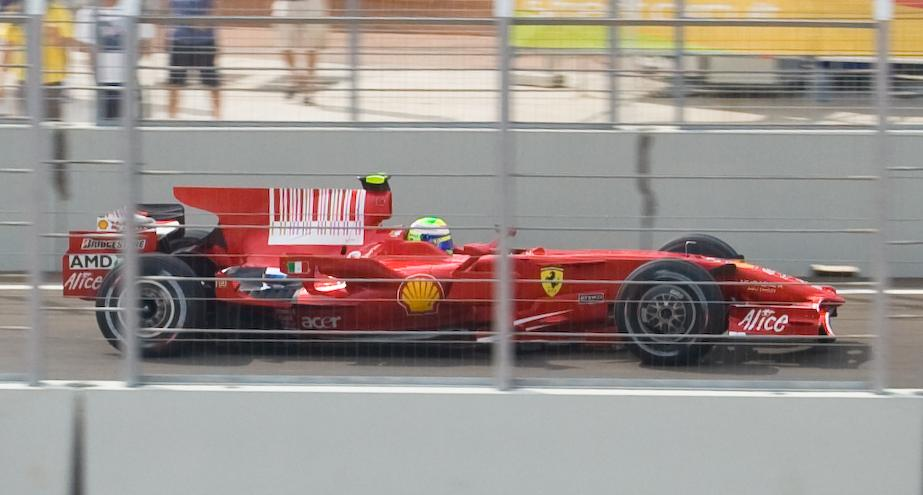
Rennsieger Felipe Massa

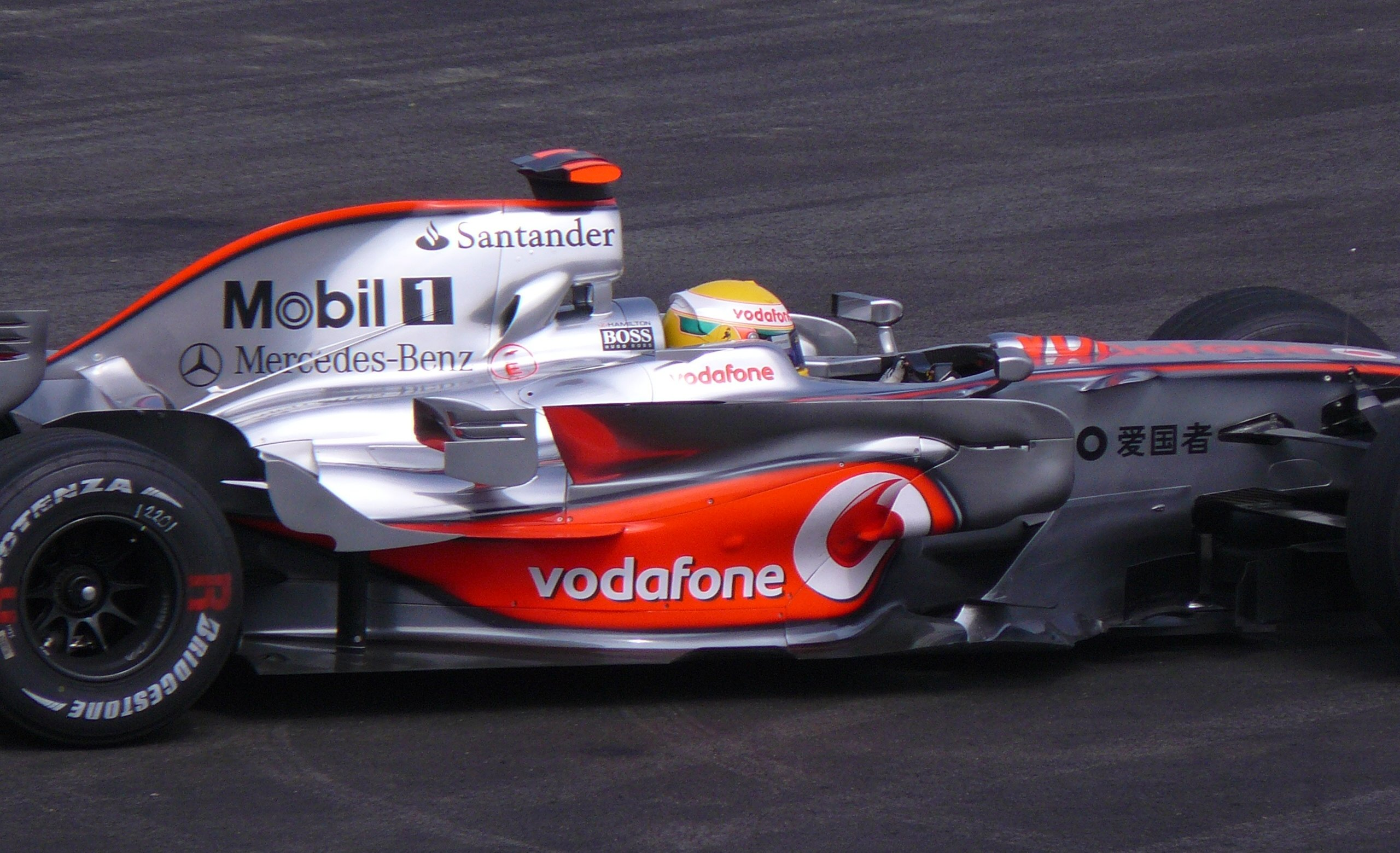
Der zweitplatzierte Lewis Hamilton

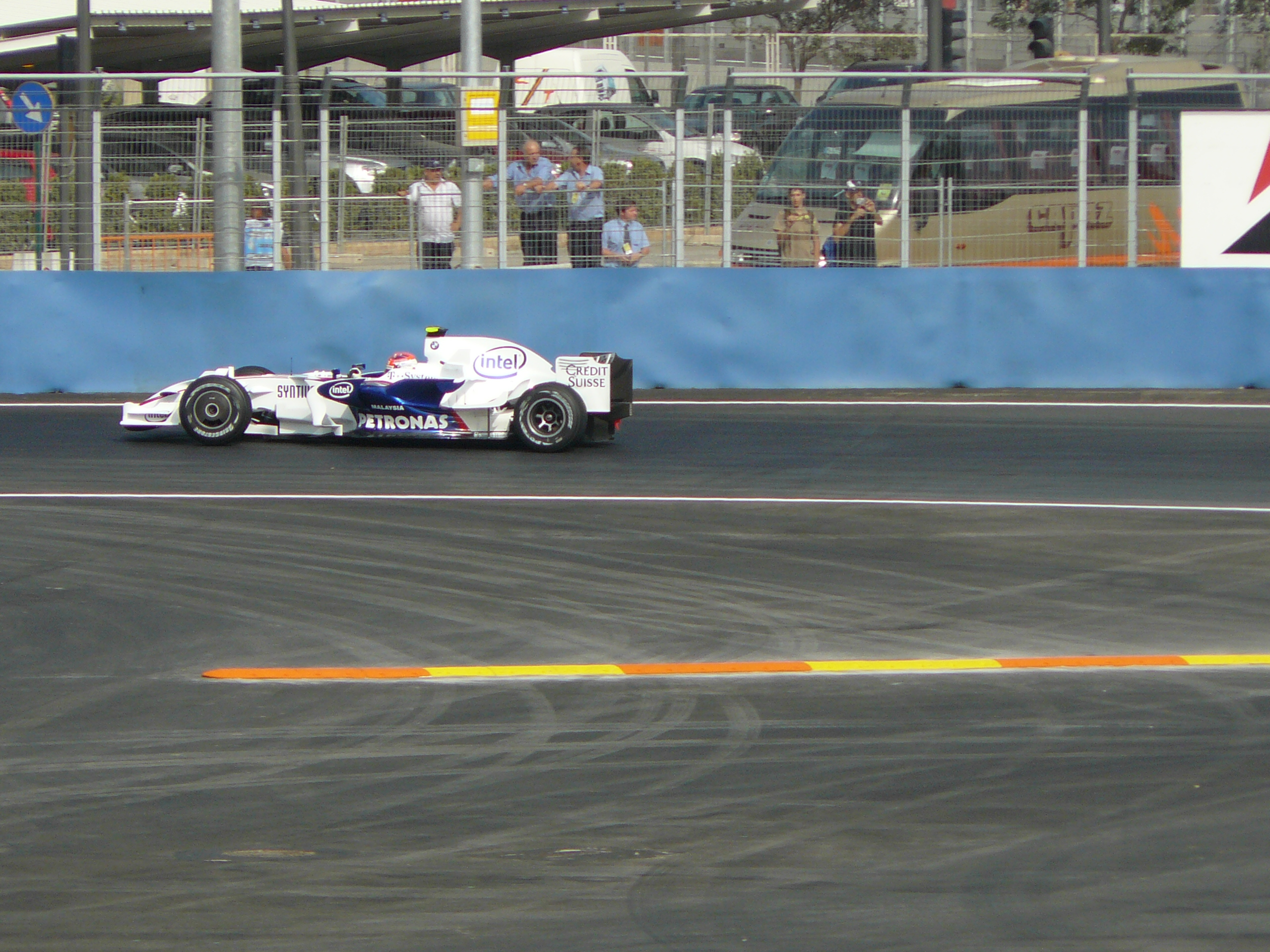
Robert Kubica rundete das Podium als Dritter ab

Im zweiten Abschnitt des Rennens baute Massa dann seinen Vorsprung auf knapp 10 Sekunden aus, bevor er in der 37. Runde zu seinem zweiten Boxenstopp abbog. Bei diesem Stopp kam der Ferrari von Massa aus der Box und geriet in die Spur des herannahenden Force India von Adrian Sutil. Es kam zu keiner Kollision. Massa stoppte sofort stoppte, als er seinen Fehler erkannte. Dieser Vorfall wurde als „unsafe“ eingestuft und von den Stewards untersucht. Kurz darauf hieß es, der Vorfall werde nach dem Rennen vollständig untersucht. Ferrari wurde daraufhin von den Stewards verwarnt und mit einer Geldstrafe von 10.000 Euro belegt. In den folgenden Runden absolvierten auch alle anderen ihren zweiten Stopp.
Sutil schied in Runde 41 nach einem Unfall aus, Räikkönen in Runde 47 aufgrund eines Motorschadens. Massa gewann das Rennen vor Hamilton und Kubica. Für Massa war es der neunte Sieg in der Formel-1-Weltmeisterschaft. Die restlichen Punkteplätze belegten Kovalainen, Jarno Trulli, Vettel, Glock und Rosberg.
Zu den Fehlern von Ferrari beim Boxenstopp kam noch hinzu, dass Räikkönen seine Box verließ während der Benzinschlauch seines Autos noch angeschlossen war. Bei diesem Vorfall erlitt ein Ferrari-Mechaniker eine leichte Fraktur. Räikkönen verlor außerdem einen Platz.

## Meldeliste
| Team                      | Nr. | Fahrer               | Chassis           | Motor                | Reifen |
| ------------------------- | --- | -------------------- | ----------------- | -------------------- | ------ |
| Scuderia Ferrari Marlboro | 01  | Kimi Räikkönen       | Ferrari F2008     | Ferrari 2.4 V8       | B      |
| Scuderia Ferrari Marlboro | 02  | Felipe Massa         | Ferrari F2008     | Ferrari 2.4 V8       | B      |
| BMW Sauber F1 Team        | 03  | Nick Heidfeld        | BMW Sauber F1.08  | BMW 2.4 V8           | B      |
| BMW Sauber F1 Team        | 04  | Robert Kubica        | BMW Sauber F1.08  | BMW 2.4 V8           | B      |
| ING Renault F1 Team       | 05  | Fernando Alonso      | Renault R28       | Renault 2.4 V8       | B      |
| ING Renault F1 Team       | 06  | Nelson Piquet jr.    | Renault R28       | Renault 2.4 V8       | B      |
| AT&T Williams             | 07  | Nico Rosberg         | Williams FW30     | Toyota 2.4 V8        | B      |
| AT&T Williams             | 08  | Kazuki Nakajima      | Williams FW30     | Toyota 2.4 V8        | B      |
| Red Bull Racing           | 09  | ! David Coulthard    | Red Bull RB4      | Renault 2.4 V8       | B      |
| Red Bull Racing           | 10  | Mark Webber          | Red Bull RB4      | Renault 2.4 V8       | B      |
| Panasonic Toyota Racing   | 11  | Jarno Trulli         | Toyota TF108      | Toyota 2.4 V8        | B      |
| Panasonic Toyota Racing   | 12  | Timo Glock           | Toyota TF108      | Toyota 2.4 V8        | B      |
| Scuderia Toro Rosso       | 14  | Sébastien Bourdais   | Toro Rosso STR3   | Ferrari 2.4 V8       | B      |
| Scuderia Toro Rosso       | 15  | Sebastian Vettel     | Toro Rosso STR3   | Ferrari 2.4 V8       | B      |
| Honda Racing F1 Team      | 16  | Jenson Button        | Honda RA108       | Honda 2.4 V8         | B      |
| Honda Racing F1 Team      | 17  | Rubens Barrichello   | Honda RA108       | Honda 2.4 V8         | B      |
| Force India F1 Team       | 20  | Adrian Sutil         | Force India VJM01 | Ferrari 2.4 V8       | B      |
| Force India F1 Team       | 21  | Giancarlo Fisichella | Force India VJM01 | Ferrari 2.4 V8       | B      |
| Vodafone McLaren Mercedes | 22  | Lewis Hamilton       | McLaren MP4-23    | Mercedes-Benz 2.4 V8 | B      |
| Vodafone McLaren Mercedes | 23  | Heikki Kovalainen    | McLaren MP4-23    | Mercedes-Benz 2.4 V8 | B      |

Anmerkungen
1. ↑  McLaren-Mercedes fiel aufgrund einer Strafe infolge der Spionage-Affäre automatisch auf die letzte Position in der Teamrangliste

## Klassifikationen

### Qualifying
| Pos | Fahrer               | Konstrukteur        | Q1       | Q2       | Q3       | Start |
| --- | -------------------- | ------------------- | -------- | -------- | -------- | ----- |
| 01  | Felipe Massa         | Ferrari             | 1:38,176 | 1:37,859 | 1:38,989 | 01    |
| 02  | Lewis Hamilton       | McLaren-Mercedes    | 1:38,464 | 1:37,954 | 1:39,199 | 02    |
| 03  | Robert Kubica        | BMW Sauber          | 1:38,347 | 1:38,050 | 1:39,392 | 03    |
| 04  | Kimi Räikkönen       | Ferrari             | 1:38,703 | 1:38,229 | 1:39,488 | 04    |
| 05  | Heikki Kovalainen    | McLaren-Mercedes    | 1:38,656 | 1:38,120 | 1:39,937 | 05    |
| 06  | Sebastian Vettel     | Toro Rosso-Ferrari  | 1:38,141 | 1:37,842 | 1:40,142 | 06    |
| 07  | Jarno Trulli         | Toyota              | 1:37,948 | 1:37,928 | 1:40,309 | 07    |
| 08  | Nick Heidfeld        | BMW Sauber          | 1:38,738 | 1:37,859 | 1:40,631 | 08    |
| 09  | Nico Rosberg         | Williams-Toyota     | 1:38,595 | 1:38,336 | 1:40,721 | 09    |
| 10  | Sébastien Bourdais   | Toro Rosso-Ferrari  | 1:38,622 | 1:38,417 | 1:40,750 | 10    |
| 11  | Kazuki Nakajima      | Williams-Toyota     | 1:38,667 | 1:38,428 | –        | 11    |
| 12  | Fernando Alonso      | Renault             | 1:38,268 | 1:38,435 | –        | 12    |
| 13  | Timo Glock           | Toyota              | 1:38,532 | 1:38,499 | –        | 13    |
| 14  | Mark Webber          | Red Bull-Renault    | 1:38,559 | 1:38,515 | –        | 14    |
| 15  | Nelson Piquet jr.    | Renault             | 1:38,787 | 1:38,744 | –        | 15    |
| 16  | Jenson Button        | Honda               | 1:38,880 | –        | –        | 16    |
| 17  | David Coulthard      | Red Bull-Renault    | 1:39,235 | –        | –        | 17    |
| 18  | Giancarlo Fisichella | Force India-Ferrari | 1:39,268 | –        | –        | 18    |
| 19  | Rubens Barrichello   | Honda               | 1:39,811 | –        | –        | 19    |
| 20  | Adrian Sutil         | Force India-Ferrari | 1:39,943 | –        | –        | 20    |

### Rennen
| Pos. | Fahrer               | Konstrukteur        | Runden | Stopps | Zeit        | Start | Schnellste Runde |
| ---- | -------------------- | ------------------- | ------ | ------ | ----------- | ----- | ---------------- |
| 01   | Felipe Massa         | Ferrari             | 57     | 2      | 1:35:32,339 | 01    | 1:38,708 (36.)   |
| 02   | Lewis Hamilton       | McLaren-Mercedes    | 57     | 2      | + 5,611     | 02    | 1:38,884 (16.)   |
| 03   | Robert Kubica        | BMW Sauber          | 57     | 2      | + 37,353    | 03    | 1:39,330 (38.)   |
| 04   | Heikki Kovalainen    | McLaren-Mercedes    | 57     | 2      | + 39,703    | 05    | 1:39,112 (19.)   |
| 05   | Jarno Trulli         | Toyota              | 57     | 2      | + 50,684    | 07    | 1:39,657 (37.)   |
| 06   | Sebastian Vettel     | Toro Rosso-Ferrari  | 57     | 2      | + 52,625    | 06    | 1:39,485 (36.)   |
| 07   | Timo Glock           | Toyota              | 57     | 1      | + 1:07,990  | 13    | 1:39,535 (54.)   |
| 08   | Nico Rosberg         | Williams-Toyota     | 57     | 2      | + 1:11,457  | 09    | 1:39,577 (35.)   |
| 09   | Nick Heidfeld        | BMW Sauber          | 57     | 2      | + 1:22,177  | 08    | 1:39,526 (57.)   |
| 10   | Sébastien Bourdais   | Toro Rosso-Ferrari  | 57     | 2      | + 1:29,794  | 10    | 1:39,639 (35.)   |
| 11   | Nelson Piquet jr.    | Renault             | 57     | 1      | + 1:32,717  | 15    | 1:39,544 (29.)   |
| 12   | Mark Webber          | Red Bull-Renault    | 56     | 1      | +1 Runde    | 14    | 1:40,264 (27.)   |
| 13   | Jenson Button        | Honda               | 56     | 1      | +1 Runde    | 16    | 1:40,763 (21.)   |
| 14   | Giancarlo Fisichella | Force India-Ferrari | 56     | 1      | +1 Runde    | 18    | 1:40,353 (54.)   |
| 15   | Kazuki Nakajima      | Williams-Toyota     | 56     | 2      | +1 Runde    | 11    | 1:39,803 (56.)   |
| 16   | Rubens Barrichello   | Honda               | 56     | 1      | +1 Runde    | 19    | 1:40,593 (56.)   |
| 17   | David Coulthard      | Red Bull-Renault    | 56     | 2      | +1 Runde    | 17    | 1:40,978 (13.)   |
| ‒    | Kimi Räikkönen       | Ferrari             | 45     | 2      | DNF         | 04    | 1:39,424 (34.)   |
| ‒    | Adrian Sutil         | Force India-Ferrari | 41     | 2      | DNF         | 20    | 1:40,661 (28.)   |
| ‒    | Fernando Alonso      | Renault             | 0      | 0      | DNF         | 12    | ‒                |

## WM-Stände nach dem Rennen
Die ersten Zehn des Rennens bekamen 10, 8, 6, 5, 4, 3, 2 bzw. 1 Punkt(e).
| Pos. | Fahrer            | Konstrukteur     | Punkte |
| ---- | ----------------- | ---------------- | ------ |
| 01   | Lewis Hamilton    | McLaren-Mercedes | 70     |
| 02   | Felipe Massa      | Ferrari          | 64     |
| 03   | Kimi Räikkönen    | Ferrari          | 57     |
| 04   | Robert Kubica     | BMW Sauber       | 55     |
| 05   | Nick Heidfeld     | BMW Sauber       | 41     |
| 06   | Heikki Kovalainen | McLaren-Mercedes | 33     |
| 07   | Jarno Trulli      | Toyota           | 26     |
| 08   | Fernando Alonso   | Renault          | 18     |
| 09   | Mark Webber       | Red Bull-Renault | 18     |
| 10   | Timo Glock        | Toyota           | 15     |
| 11   | Nelson Piquet jr. | Renault          | 13     |

| Pos. | Fahrer               | Konstrukteur        | Punkte |
| ---- | -------------------- | ------------------- | ------ |
| 12   | Rubens Barrichello   | Honda               | 11     |
| 13   | Nico Rosberg         | Williams-Toyota     | 9      |
| 14   | Sebastian Vettel     | Toro Rosso-Ferrari  | 9      |
| 15   | Kazuki Nakajima      | Williams-Toyota     | 8      |
| 16   | David Coulthard      | Red Bull-Renault    | 6      |
| 17   | Jenson Button        | Honda               | 3      |
| 18   | Sébastien Bourdais   | Toro Rosso-Ferrari  | 2      |
| 19   | Giancarlo Fisichella | Force India-Ferrari | 0      |
| 20   | Takuma Satō          | Super Aguri-Honda   | 0      |
| 21   | Adrian Sutil         | Force India-Ferrari | 0      |
| 22   | Anthony Davidson     | Super Aguri-Honda   | 0      |

### Konstrukteurswertung
| Pos. | Konstrukteur     | Punkte |
| ---- | ---------------- | ------ |
| 01   | Ferrari          | 121    |
| 02   | McLaren-Mercedes | 113    |
| 03   | BMW Sauber       | 96     |
| 04   | Toyota           | 41     |
| 05   | Renault          | 31     |
| 06   | Red Bull-Renault | 24     |

| Pos. | Konstrukteur        | Punkte |
| ---- | ------------------- | ------ |
| 07   | Williams-Toyota     | 17     |
| 08   | Honda               | 14     |
| 09   | Toro Rosso-Ferrari  | 11     |
| 10   | Force India-Ferrari | 0      |
| 11   | Super Aguri-Honda   | 0      |